# Live at Wembley (álbum de Bring Me the Horizon)
Live at Wembley é o primeiro álbum ao vivo e vídeo da banda britânica de rock Bring Me the Horizon. Foi gravado ao vivo em 5 de dezembro de 2014, durante o show principal na Wembley Arena, em Wembley, Londres. As bandas de abertura foram Young Guns, Issues e Sleepwave. O álbum ao vivo foi lançado em 22 de junho de 2015, com pouquíssimas cópias produzidas e esgotando rapidamente. Esta foi a primeira vez que a banda tocou a música "Pray for Plagues" em mais de três anos, e foi tocada ao lado do ex-guitarrista base Curtis Ward, com quem não se apresentavam desde sua saída em 2009.

## Lista de faixas
Todas as letras escritas por Oliver Sykes, todas as músicas compostas por Bring Me the Horizon.
| N.º            | Título                          | Álbum original       | Duração |  |
| 1.             | "Intro"                         |                      | 0:30    |  |
| 2.             | "Shadow Moses"                  | Sempiternal          | 4:54    |  |
| 3.             | "Go to Hell, for Heaven's Sake" | Sempiternal          | 4:21    |  |
| 4.             | "The House of Wolves"           | Sempiternal          | 4:28    |  |
| 5.             | "Diamonds Aren't Forever"       | Suicide Season       | 5:02    |  |
| 6.             | "It Never Ends"                 | There Is a Hell...   | 5:54    |  |
| 7.             | "And the Snakes Start to Sing"  | Sempiternal          | 5:58    |  |
| 8.             | "Alligator Blood"               | There Is a Hell...   | 5:15    |  |
| 9.             | "Empire (Let Them Sing)"        | Sempiternal          | 4:00    |  |
| 10.            | "Chelsea Smile"                 | Suicide Season       | 6:42    |  |
| 11.            | "Pray for Plagues"              | Count Your Blessings | 5:13    |  |
| 12.            | "Blessed with a Curse"          | There Is a Hell...   | 5:28    |  |
| 13.            | "Antivist"                      | Sempiternal          | 4:03    |  |
| 14.            | "Sleepwalking"                  | Sempiternal          | 5:42    |  |
| 15.            | "Hospital for Souls"            | Sempiternal          | 7:02    |  |
| 16.            | "Drown"                         | That's the Spirit    | 4:23    |  |
| 17.            | "Can You Feel My Heart"         | Sempiternal          | 7:31    |  |
| Duração total: | Duração total:                  | Duração total:       | 1:26:26 |  |

Notas
- A faixa 16 foi lançada originalmente como um single que não fazia parte do álbum e depois regravada e lançada em That's the Spirit.

## Pessoal
Bring Me the Horizon
- Oli Sykes – voz principal
- Jordan Fish – teclados, programação, percussão, vocal de apoio
- Lee Malia – guitarra
- Matt Kean – baixo
- Matt Nicholls – bateria
- John Jones – guitarra rítmica
- Curtis Ward – guitarra rítmica na faixa 11